# Потеха (река)
Потеха — река в России, протекает по Башкортостану. Устье реки находится в 416 км от устья по правому берегу реки Белой в городе Благовещенске. Длина реки составляет 16 км.

## Данные водного реестра
По данным государственного водного реестра России относится к Камскому бассейновому округу, водохозяйственный участок реки — Белая от города Уфы до города Бирска, речной подбассейн реки — Белая. Речной бассейн реки — Кама.
Код объекта в государственном водном реестре — 10010201512111100025033.

## Хозяйственное значение
На берегу реки расположен город Благовещенск и Благовещенский арматурный завод.